# Primeira Divisão 1958-59
La Primeira Divisão 1958/59 fue la 25.ª edición de la máxima categoría de fútbol en Portugal. Porto ganó su 5° título.

## Tabla de posiciones
| Pos. | Equipo               | Pts. | PJ | G  | E | P  | GF | GC | Dif. | Clasificación                                |
| ---- | -------------------- | ---- | -- | -- | - | -- | -- | -- | ---- | -------------------------------------------- |
| 1    | Porto (C)            | 41   | 26 | 17 | 7 | 2  | 81 | 22 | +59  | Clasificado a la Copa de Campeones de Europa |
| 2    | Benfica              | 41   | 26 | 17 | 7 | 2  | 78 | 20 | +58  |                                              |
| 3    | Belenenses           | 38   | 26 | 16 | 6 | 4  | 65 | 27 | +38  |                                              |
| 4    | Sporting de Portugal | 31   | 26 | 12 | 7 | 7  | 50 | 28 | +22  |                                              |
| 5    | Vitoria Guimarães    | 29   | 26 | 13 | 3 | 10 | 59 | 55 | +4   |                                              |
| 6    | Vitória Setúbal      | 27   | 26 | 11 | 5 | 10 | 53 | 64 | −11  |                                              |
| 7    | Braga                | 24   | 26 | 9  | 6 | 11 | 48 | 51 | −3   |                                              |
| 8    | Sporting da Covilhã  | 22   | 26 | 9  | 4 | 13 | 43 | 65 | −22  |                                              |
| 9    | Lusitano             | 21   | 26 | 8  | 5 | 13 | 40 | 49 | −9   |                                              |
| 10   | Académica de Coimbra | 21   | 26 | 8  | 5 | 13 | 45 | 46 | −1   |                                              |
| 11   | CUF Barreiro         | 21   | 26 | 8  | 5 | 13 | 34 | 55 | −21  |                                              |
| 12   | Barreirense (D)      | 17   | 26 | 7  | 3 | 16 | 39 | 62 | −23  | Descenso a Segunda Divisão                   |
| 13   | Caldas (D)           | 16   | 26 | 5  | 6 | 15 | 33 | 76 | −43  | Descenso a Segunda Divisão                   |
| 14   | Torreense (D)        | 15   | 26 | 5  | 5 | 16 | 23 | 71 | −48  | Descenso a Segunda Divisão                   |

 Fuente: RSSSF
|                            |
| Campeón FC Porto 5° título |

## Resultados
| Local \ Visitante    | ACA | BAR | BEL | BEN | BRA | CAL  | CUF | LUS | POR | SCP | SCO | TOR | VGU | VSE |
| -------------------- | --- | --- | --- | --- | --- | ---- | --- | --- | --- | --- | --- | --- | --- | --- |
| Académica de Coimbra | —   | 3–2 | 1–2 | 0–3 | 1–1 | 11–0 | 2–0 | 1–0 | 0–1 | 1–0 | 2–1 | 5–0 | 2–2 | 2–3 |
| Barreirense          | 2–1 | —   | 1–3 | 1–3 | 1–1 | 3–2  | 2–0 | 2–2 | 1–2 | 0–1 | 6–1 | 1–2 | 1–2 | 4–3 |
| Belenenses           | 3–1 | 1–0 | —   | 1–1 | 7–0 | 0–0  | 3–0 | 3–0 | 1–0 | 2–1 | 6–0 | 1–1 | 2–0 | 9–1 |
| Benfica              | 5–0 | 6–0 | 3–2 | —   | 5–1 | 3–0  | 7–1 | 4–0 | 1–1 | 4–0 | 2–1 | 2–0 | 7–0 | 3–0 |
| Braga                | 1–1 | 2–0 | 1–2 | 2–4 | —   | 4–2  | 1–2 | 5–0 | 1–2 | 0–0 | 3–1 | 4–0 | 3–1 | 3–2 |
| Caldas               | 2–1 | 4–3 | 1–6 | 1–1 | 2–2 | —    | 0–3 | 1–2 | 2–2 | 0–0 | 0–0 | 2–1 | 1–2 | 4–1 |
| CUF Barreiro         | 1–0 | 2–2 | 2–4 | 1–4 | 3–1 | 1–3  | —   | 0–0 | 1–0 | 1–1 | 1–2 | 3–2 | 1–2 | 3–2 |
| Lusitano             | 5–1 | 3–1 | 0–0 | 0–0 | 3–1 | 3–1  | 2–1 | —   | 1–2 | 3–3 | 5–2 | 7–1 | 0–3 | 1–3 |
| Porto                | 1–1 | 7–0 | 7–0 | 0–0 | 3–2 | 10–0 | 3–0 | 2–0 | —   | 1–0 | 5–2 | 5–0 | 6–1 | 3–3 |
| Sporting de Portugal | 1–1 | 5–1 | 1–1 | 2–1 | 3–4 | 3–0  | 1–0 | 3–1 | 2–2 | —   | 8–1 | 4–0 | 4–1 | 2–0 |
| Sporting da Covilhã  | 3–1 | 0–1 | 2–1 | 1–1 | 0–3 | 6–3  | 2–2 | 2–1 | 0–4 | 1–0 | —   | 3–0 | 3–1 | 5–2 |
| Torreense            | 2–1 | 0–1 | 0–0 | 1–5 | 1–1 | 1–0  | 1–2 | 2–0 | 0–3 | 0–2 | 2–1 | —   | 2–2 | 4–4 |
| Vitoria Guimarães    | 4–5 | 3–2 | 3–0 | 2–1 | 3–1 | 3–0  | 5–0 | 3–0 | 0–6 | 1–3 | 3–3 | 8–0 | —   | 4–1 |
| Vitória Setúbal      | 1–0 | 3–1 | 0–5 | 2–2 | 2–0 | 4–2  | 3–3 | 2–1 | 3–3 | 1–0 | 2–0 | 4–0 | 1–0 | —   |